# 马延和
马延和（1961年10月—），男，汉族，河北盐山人，中华人民共和国微生物学家、政治人物，现任天津市人大常委会副主任。